# Lepthyphantes louettei
Lepthyphantes louettei är en spindelart som beskrevs av Rudy Jocqué 1985. Lepthyphantes louettei ingår i släktet Lepthyphantes och familjen täckvävarspindlar. Inga underarter finns listade i Catalogue of Life.